# Samsung Galaxy A8 Star
O Samsung Galaxy A8 Star é um smartphone Android de gama média fabricado e comercializado pela Samsung como parte da série Samsung Galaxy A. Foi anunciado em junho de 2018 para os mercados do Sudeste Asiático, nomeadamente Coreia, China e Índia. Na China, é vendido como Samsung Galaxy A9 Star.

## Disponibilidade
O Galaxy A8 Star destina-se aos mercados da Ásia Oriental e, como tal, não é vendido nos mercados ocidentais. Na Índia, está disponível exclusivamente através da Amazon e é vendido por Rs34990.

## Especificações

### Hardware
O Galaxy A8 Star tem um ecrã Super AMOLED de 6,3” com 1080p e é alimentado pelo Snapdragon 665. Tem câmaras traseiras duplas de 24 + 16 MP e uma câmara frontal de 24 MP. O A8 Star é baseado em USB-C e tem uma tomada de áudio de 3,5 mm, bem como Bluetooth 5. As opções biométricas incluem um sensor de impressões digitais montado na parte traseira e reconhecimento facial. Exteriormente, o A8 Star tem uma estrutura de alumínio com vidro na parte frontal e traseira do telemóvel.

#### Software
O Galaxy A8 Star funciona com o Android 9 “Pie” e utiliza o One UI 1.1.

## Críticas
A Samsung foi criticada por utilizar uma DSLR para promover o efeito de modo retrato do A8 Star.